# Länsväg 279
De Zweedse weg 279 (Zweeds: Länsväg 279) is een provinciale weg in de provincie Stockholms län in Zweden en is circa 7 kilometer lang.

## Plaatsen langs de weg
- Stockholm
  - Bromma
  - Spånga-Tensta

## Knooppunten
- Länsväg 275 (begin)
- E18 (einde)